# Getafe Club de Fútbol 2023-2024
Questa voce raccoglie le informazioni riguardanti il Getafe Club de Fútbol nelle competizioni ufficiali della stagione 2023-2024.

## Maglie e sponsor
| Casa | Trasferta | Terza maglia |

Sponsor tecnico : Joma 

Sponsor ufficiale: Tecnocasa Group

## Rosa
Aggiornata al 4 dicembre 2023  

 In corsivo i calciatori ceduti durante la stagione 
| N. |                        | Ruolo | Calciatore        |
| -- | ---------------------- | ----- | ----------------- |
| 1  | Brasile (bandiera)     | P     | Daniel Fuzato     |
| 2  | Togo (bandiera)        | D     | Djené             |
| 3  | Argentina (bandiera)   | D     | Fabrizio Angileri |
| 4  | Uruguay (bandiera)     | D     | Gastón Álvarez    |
| 5  | Spagna (bandiera)      | C     | Luis Milla        |
| 6  | Portogallo (bandiera)  | D     | Domingos Duarte   |
| 7  | Spagna (bandiera)      | A     | Jaime Mata        |
| 8  | Uruguay (bandiera)     | C     | Mauro Arambarri   |
| 9  | Spagna (bandiera)      | A     | Portu             |
| 9  | Spagna (bandiera)      | C     | Óscar Rodríguez   |
| 10 | Turchia (bandiera)     | A     | Enes Ünal         |
| 11 | Spagna (bandiera)      | C     | Carles Aleñá      |
| 12 | Inghilterra (bandiera) | A     | Mason Greenwood   |
| 13 | Spagna (bandiera)      | P     | David Soria       |
| 14 | Spagna (bandiera)      | A     | Juanmi Latasa     |

| N. |                     | Ruolo | Calciatore         |
| -- | ------------------- | ----- | ------------------ |
| 15 | Paraguay (bandiera) | D     | Omar Alderete      |
| 16 | Spagna (bandiera)   | D     | Diego Rico         |
| 17 | Honduras (bandiera) | A     | Choco Lozano       |
| 18 | Spagna (bandiera)   | D     | José Ángel Carmona |
| 19 | Spagna (bandiera)   | A     | Borja Mayoral      |
| 20 | Serbia (bandiera)   | C     | Nemanja Maksimović |
| 21 | Spagna (bandiera)   | D     | Juan Iglesias      |
| 22 | Uruguay (bandiera)  | D     | Damián Suárez      |
| 23 | Serbia (bandiera)   | D     | Stefan Mitrović    |
| 24 | Guinea (bandiera)   | C     | Ilaix Moriba       |
| 25 | Spagna (bandiera)   | C     | Yellu Santiago     |
| 26 | Irlanda (bandiera)  | D     | John Patrick       |
| 27 | Spagna (bandiera)   | D     | Gorka Rivera       |
| 28 | Spagna (bandiera)   | C     | Santi García       |
| 32 | Spagna (bandiera)   | A     | Jordi Martín       |

## Calciomercato

### Sessione estiva
| Acquisti         | Acquisti           | Acquisti       | Acquisti                   |
| R.               | Nome               | da             | Modalità                   |
| ---------------- | ------------------ | -------------- | -------------------------- |
| D                | Omar Alderete      | Hertha Berlino | definitivo (4 milioni €)   |
| D                | Gastón Álvarez     | Boston River   | definitivo (3,5 milioni €) |
| A                | Portu              | Real Sociedad  | definitivo (3,5 milioni €) |
| A                | Anthony Lozano     | Cadice         | gratuito                   |
| C                | Sergi Altimira     | Sabadell       | gratuito                   |
| C                | Óscar Rodríguez    | Siviglia       | prestito                   |
| A                | Mason Greenwood    | Manchester Utd | prestito                   |
| D                | José Ángel Carmona | Siviglia       | prestito                   |
| D                | Diego Rico         | Real Sociedad  | prestito                   |
| P                | Daniel Fuzato      | Ibiza          | prestito                   |
| Altre operazioni |                    |                |                            |
| R.               | Nome               | da             | Modalità                   |
| D                | Erick Cabaco       | Granada        | fine prestito              |
| C                | Jakub Jankto       | Sparta Praga   | fine prestito              |
| D                | Jonathan Silva     | Granada        | fine prestito              |
| A                | Darío Poveda       | Cartagena FC   | fine prestito              |
| C                | Sabit Abdulai      | Ponferradina   | fine prestito              |
| A                | Jack Harper        | Hércules       | fine prestito              |

| Cessioni         | Cessioni       | Cessioni            | Cessioni                   |
| R.               | Nome           | da                  | Modalità                   |
| ---------------- | -------------- | ------------------- | -------------------------- |
| C                | Jaime Seoane   | Real Oviedo         | definitivo (2,5 milioni €) |
| C                | Sergi Altimira | Real Betis          | definitivo (2 milioni €)   |
| A                | Portu          | Girona              | definitivo (1,5 milioni €) |
| A                | Munir          | Las Palmas          | gratuito                   |
| C                | Ángel Algobia  | Levante             | gratuito                   |
| D                | Erick Cabaco   | Estoril Praia       | gratuito                   |
| P                | Diego Conde    | Leganés             | gratuito                   |
| A                | Jack Harper    | Marbella FC         | gratuito                   |
| C                | Jakub Jankto   | Cagliari            | n.d.                       |
| D                | Jonathan Silva | Albacete            | prestito                   |
| A                | Darío Poveda   | Leganés             | prestito                   |
| C                | Sabit Abdulai  | Lugo                | prestito                   |
| P                | Kiko Casilla   |                     | svincolato                 |
| Altre operazioni |                |                     |                            |
| R.               | Nome           | da                  | Modalità                   |
| D                | Gastón Álvarez | Boston River        | fine prestito              |
| D                | Omar Alderete  | Hertha Berlino      | fine prestito              |
| A                | Portu          | Real Sociedad       | fine prestito              |
| C                | Gonzalo Villar | Roma                | fine prestito              |
| D                | Jordan Amavi   | Olympique Marsiglia | fine prestito              |

### Sessione invernale
| Acquisti         | Acquisti     | Acquisti  | Acquisti      |
| R.               | Nome         | da        | Modalità      |
| ---------------- | ------------ | --------- | ------------- |
| C                | Ilaix Moriba | RB Lipsia | prestito      |
| Altre operazioni |              |           |               |
| R.               | Nome         | da        | Modalità      |
| A                | Darío Poveda | Leganés   | fine prestito |

| Cessioni         | Cessioni        | Cessioni     | Cessioni |
| R.               | Nome            | da           | Modalità |
| ---------------- | --------------- | ------------ | -------- |
| A                | Choco Lozano    | Almería      | prestito |
| D                | Stefan Mitrović | Gent         | prestito |
| A                | Enes Ünal       | Bournemouth  | prestito |
| D                | Damián Suárez   | Botafogo     | gratuito |
| Altre operazioni |                 |              |          |
| R.               | Nome            | da           | Modalità |
| A                | Darío Poveda    | Cartagena FC | prestito |

## Risultati

### Primera División

#### Girone di andata
| Getafe 13 agosto 2023, ore 21:30 CEST 1ª giornata | Getafe     | 0 – 0 referto | Barcellona | Coliseum Alfonso Pérez (13 410 spett.)\| Arbitro: \| Soto Grado \| |
| Arbitro:                                          | Soto Grado |               |            |                                                                    |

| Arbitro: | Figueroa Vázquez |

|                                |           |  |
| Y. Herrera 12’ Stuani 55’, 65’ | Marcatori |  |

| Arbitro: | Martínez Munuera |

|                          |           |  |
| Borja Mayoral 84’ (rig.) | Marcatori |  |

| Arbitro: | Melero Lòpez |

|                             |           |                   |
| Joselu 47’ Bellingham 90+5’ | Marcatori | 11’ Borja Mayoral |

| Arbitro: | Hernández Hernández |

|                                         |           |                       |
| Mitrović 36’ Carmona 51’ Maksimović 86’ | Marcatori | 45’ Muñoz 57’ Budimir |

| Arbitro: | Pulido Santana |

|                                                 |           |                                                   |
| Kubo 2’ Oyarzabal 61’ (rig.), 88’ B. Méndez 66’ | Marcatori | 39’ Aleñá 45+5’ (rig.) Borja Mayoral 90+2’ Latasa |

| Arbitro: | De Mera Escuderos |

|                              |           |                           |
| Berchiche 6’ I. Williams 62’ | Marcatori | 51’ G. Álvarez 83’ Latasa |

| Getafe 30 settembre 2023, ore 14:00 CEST 8ª giornata | Getafe          | 0 – 0 referto | Villarreal | Coliseum Alfonso Pérez (11 255 spett.)\| Arbitro: \| Busquets Ferrer \| |
| Arbitro:                                             | Busquets Ferrer |               |            |                                                                         |

| Arbitro: | Sánchez Martínez |

|                             |           |                                |
| Bamba 24’ Strand Larsen 43’ | Marcatori | 2’ Borja Mayoral 33’ Greenwood |

| Arbitro: | Soto Grado |

|                   |           |         |
| Borja Mayoral 17’ | Marcatori | 1’ Roca |

| Palma de Maiorca 28 ottobre 2023, ore 18:30 CEST 11ª giornata | Maiorca          | 0 – 0 referto | Getafe | Visit Mallorca Estadi (15 310 spett.)\| Arbitro: \| González Fuertes \| |
| Arbitro:                                                      | González Fuertes |               |        |                                                                         |

| Arbitro: | De Burgos Bengoetxea |

|                   |           |  |
| Borja Mayoral 76’ | Marcatori |  |

| Arbitro: | Muñiz Ruiz |

|              |           |                  |
| Villar 45+4’ | Marcatori | 2’ Borja Mayoral |

| Arbitro: | Hernández Hernández |

|                                 |           |             |
| Greenwood 33’ Borja Mayoral 45’ | Marcatori | 7’ Ramazani |

| Arbitro: | Busquets Ferrer |

|                              |           |  |
| J. Araujo 43’ C. Herrera 62’ | Marcatori |  |

| Arbitro: | Cuadra Fernández |

|                   |           |  |
| Borja Mayoral 87’ | Marcatori |  |

| Arbitro: | Pulido Santana |

|  |           |                                                          |
|  | Marcatori | 5’ (rig.) Borja Mayoral 37’ J. Mata 80’ (rig.) Greenwood |

| Arbitro: | Munuera Montero |

|                                      |           |                                                  |
| Griezmann 44’, 69’ (rig.) Morata 63’ | Marcatori | 53’, 90+3’ (rig.) Borja Mayoral 87’ Ó. Rodríguez |

| Arbitro: | Figueroa Vázquez |

|  |           |                    |
|  | Marcatori | 45+1’, 47’ Camello |

#### Girone di ritorno
| Arbitro: | De Burgos Bengoetxea |

|  |           |                 |
|  | Marcatori | 14’, 56’ Joselu |

| Arbitro: | Sánchez Martínez |

|                                    |           |                                  |
| Raúl García 9’ Muñoz 31’ Areso 80’ | Marcatori | 64’ Borja Mayoral 68’ Maksimović |

| Arbitro: | García Verdura |

|                                 |           |  |
| Greenwood 21’ Borja Mayoral 36’ | Marcatori |  |

| Arbitro: | Pulido Santana |

|                 |           |                     |
| Isco 35’ (rig.) | Marcatori | 8’ (rig.) Greenwood |

| Arbitro: | Hernández Hernández |

|                                   |           |                               |
| Borja Mayoral 41’ Mata 45+2’, 89’ | Marcatori | 71’ Strand Larsen 85’ Allende |

| Arbitro: | Alberola Rojas |

|               |           |                |
| A. Moreno 56’ | Marcatori | 24’ Maksimović |

| Arbitro: | Muñiz Ruiz |

|                                                         |           |  |
| Raphinha 20’ João Félix 53’ F. de Jong 61’ Fermín 90+1’ | Marcatori |  |

| Arbitro: | González Fuertes |

|                                       |           |                                  |
| Mata 11’ Greenwood 14’ Maksimović 45’ | Marcatori | 35’ Sandro 50’ Cardona 57’ Munir |

| Arbitro: | Pulido Santana |

|          |           |  |
| Duro 40’ | Marcatori |  |

| Arbitro: | Munuera Montero |

|              |           |  |
| Santiago 33’ | Marcatori |  |

| Arbitro: | Iglesias Villanueva |

|  |           |             |
|  | Marcatori | 5’ S. Ramos |

| Madrid 13 aprile 2024, ore 16:15 CEST 31ª giornata | Rayo Vallecano   | 0 – 0 referto | Getafe | Campo de Fútbol de Vallecas (12 868 spett.)\| Arbitro: \| Figueroa Vázquez \| |
| Arbitro:                                           | Figueroa Vázquez |               |        |                                                                               |

| Arbitro: | García Verdura |

|            |           |                 |
| Latasa 29’ | Marcatori | 13’ Barrenetxea |

| Arbitro: | Cuadra Fernández |

|               |           |                             |
| A. Lozano 41’ | Marcatori | 27’, 48’ Greenwood 61’ Mata |

| Arbitro: | Gil Manzano |

|  |           |                      |
|  | Marcatori | 27’, 51’ I. Williams |

| Arbitro: | De Burgos Bengoetxea |

|                       |           |  |
| R. Alcaraz 35’ (rig.) | Marcatori |  |

| Arbitro: | Melero López |

|  |           |                         |
|  | Marcatori | 27’, 41’, 52’ Griezmann |

| Arbitro: | Figueroa Vázquez |

|                |           |  |
| C. Vicente 12’ | Marcatori |  |

| Getafe 26 maggio 2024, ore 14:00 CEST 38ª giornata                       | Getafe    | 1 – 2 referto           | Maiorca | Coliseum Alfonso Pérez (9 545 spett.) |
| \| \| \| \| \| G. Álvarez 48’ \| Marcatori \| 90’ Muriqi 90+3’ Maffeo \| |           |                         |         |                                       |
|                                                                          |           |                         |         |                                       |
| G. Álvarez 48’                                                           | Marcatori | 90’ Muriqi 90+3’ Maffeo |         |                                       |

### Coppa di Spagna
| Arbitro: | Víctor García Verdura |

|  |           | |
|  | Marcatori | 7’ Patrick 15’, 54’ Greenwood 30’ Lozano 33’ Martín 35’, 56’, 63’ Ó. Rodríguez 68’ Duarte 73’ Latasa 78’, 85’ Borja Mayoral |

| Arbitro: | Martínez Moreno |

|           |           |                 |
| Gorxa 57’ | Marcatori | 53’, 74’ Latasa |

| Arbitro: | García Lozano |

|  |           |           |
|  | Marcatori | 87’ Milla |

| Arbitro: | Blanco Rodríguez |

|          |           |                                |
| Mata 23’ | Marcatori | 8’ S. Ramos 48’, 55’ I. Romero |

## Statistiche finali

### Statistiche di squadra
| Competizione | Punti | In casa | In casa | In casa | In casa | In casa | In casa | In trasferta | In trasferta | In trasferta | In trasferta | In trasferta | In trasferta | Totale | Totale | Totale | Totale | Totale | Totale | DR  |
| Competizione | Punti | G       | V       | N       | P       | Gf      | Gs      | G            | V            | N            | P            | Gf           | Gs           | G      | V      | N      | P      | Gf     | Gs     | DR  |
| ------------ | ----- | ------- | ------- | ------- | ------- | ------- | ------- | ------------ | ------------ | ------------ | ------------ | ------------ | ------------ | ------ | ------ | ------ | ------ | ------ | ------ | --- |
| Liga         | 43    | 19      | 8       | 5       | 6       | 20      | 22      | 19           | 2            | 8            | 9            | 22           | 32           | 38     | 10     | 13     | 15     | 42     | 54     | -12 |
| Coppa del Re |       | 1       | 0       | 0       | 1       | 1       | 3       | 3            | 3            | 0            | 0            | 15           | 1            | 4      | 3      | 0      | 1      | 16     | 4      | +12 |
| Totale       | -     | 20      | 8       | 5       | 7       | 21      | 25      | 23           | 6            | 8            | 9            | 37           | 33           | 42     | 13     | 13     | 16     | 58     | 58     | 0   |

### Andamento in campionato
| Giornata  | 1  | 2  | 3  | 4  | 5 | 6  | 7  | 8  | 9  | 10 | 11 | 12 | 13 | 14 | 15 | 16 | 17 | 18 | 19 | 20 | 21 | 22 | 23 | 24 | 25 | 26 | 27 | 28 | 29 | 30 | 31 | 32 | 33 | 34 | 35 | 36 | 37 | 38 |
| --------- | -- | -- | -- | -- | - | -- | -- | -- | -- | -- | -- | -- | -- | -- | -- | -- | -- | -- | -- | -- | -- | -- | -- | -- | -- | -- | -- | -- | -- | -- | -- | -- | -- | -- | -- | -- | -- | -- |
| Luogo     | C  | T  | C  | T  | C | T  | T  | C  | T  | C  | T  | C  | T  | C  | T  | C  | T  | T  | C  | C  | T  | C  | T  | C  | T  | T  | C  | T  | C  | C  | T  | C  | T  | C  | T  | C  | T  | C  |
| Risultato | N  | P  | V  | P  | V | P  | N  | N  | N  | N  | N  | V  | N  | V  | P  | V  | V  | N  | P  | P  | P  | V  | N  | V  | N  | P  | N  | P  | V  | P  | N  | N  | V  | P  | P  | P  | P  | P  |
| Posizione | 13 | 17 | 11 | 14 | 9 | 13 | 11 | 11 | 11 | 11 | 13 | 11 | 11 | 8  | 10 | 9  | 8  | 8  | 8  | 10 | 10 | 10 | 10 | 10 | 10 | 10 | 11 | 12 | 10 | 11 | 10 | 10 | 10 | 10 | 10 | 10 | 12 |    |

Legenda:

Luogo: C = Casa; T = Trasferta. Risultato: V = Vittoria; N = Pareggio; P = Sconfitta.

### Statistiche dei giocatori
Sono in corsivo i calciatori che hanno lasciato la società a stagione in corso 
| Giocatore | Liga     | Liga | Liga        | Liga       | Coppa del Re | Coppa del Re | Coppa del Re | Coppa del Re | Totale   | Totale | Totale      | Totale     |
| Giocatore | Presenze | Reti | Ammonizioni | Espulsioni | Presenze     | Reti         | Ammonizioni  | Espulsioni   | Presenze | Reti   | Ammonizioni | Espulsioni |
| --------- | -------- | ---- | ----------- | ---------- | ------------ | ------------ | ------------ | ------------ | -------- | ------ | ----------- | ---------- |